# Juleappelsin
|  | Denne side er foreslået omskrevet – da en skribent har vurderet at dette emne er for snævert til at kunne bære en artikel i sig selv. Artiklen bør snarest sammenskrives med en anden artikel eller slettes. Hvis du er uenig i denne vurdering, bør du snarest sandsynliggøre på diskussionssiden, at emnet berettiger en hel artikel. |

En juleappelsin[kilde mangler] er duftende julepynt bestående af en appelsin pyntet med nelliker, der hænges i et rødt silkebånd i en døråbning eller et vindue i julen.
Efter jul kan den hænge den i et klædeskab. Appelsinen krymper, men fortsætter med at sprede sin duft i seks måneder.[kilde mangler]

## Ordets historie
I formen "jule-appelsiner" forekommer ordet i navnet (overskriften) på en artikel på dr.dk fra 2013.

## Traditionen
Juletraditionen med appelsiner pyntet med nelliker bredte sig til de almindelige borgere i slutningen af 1800-tallet.